# هادی سیف
هادی سیف نویسنده، کارگردان، مجری و پژوهشگر برجسته هنرهای سنتی ایرانی بود که تلاش‌های گوناگونی در حفظ و معرفی میراث فرهنگی این حوزه انجام داد. وی با آثار متنوع خود در زمینه فرهنگ و هنر سنتی، نقش مهمی در ارتقای شناخت عمومی نسبت به این هنر‌ها داشت. هادی سیف در ۲۷ مهر ۱۴۰۱ در سن ۷۵ سالگی درگذشت و جایگاهی معتبر در حوزه هنرهای سنتی ایران باقی گُذاشت.

## تحصیلات
سطوح اولیه تحصیل را تا پایان دورهٔ دبیرستان در شیراز گذراند. سپس در رشته تاریخ هنر در دانشگاه اصفهان تحصیل کرد. پایان‌نامه‌اش در مقطع کارشناسی او «نقش ترکمنان در آسیای غربی» و در مقطع کارشناسی ارشدش «تیموریان و تحول هنری مکتب شیراز» بود. برای ادامه تحصیل به دانشگاه استراسبورگ رفت و از پایان‌نامه‌اش با عنوان «نقش حیوانات اسطوره‌ای در حجاری‌های تخت جمشید» دفاع کرد.

## زندگی
هادی سِیف، متولد سال ۱۳۲۶ در شیراز و در خانواده‌ای اهل هنر است. او از نوجوانی به هنر، به‌ویژه هنرهای اقلیمی، علاقه‌مند بود و در دوران جوانی شروع به نوشتن دربارهٔ زندگی و هنر هنرمندان ایران کرد. هادی سیف تحصیلات ابتدایی و دبیرستان خود را در شیراز گذراند و پس از آن وارد رشته تاریخ هنر در دانشگاه اصفهان شد.

## فعالیت
هادی سیف، عمدتاً به معرفی شناساندن هنرمندان محلی و کمتر شناخته‌شده ایرانی می‌پرداخت.
در اواسط دهه ۸۰، او برنامه ای به نام «درد عشق» با مجری گری جمشید مشایخی داشت، که در آن به هنرمندان ناآشنا مانند مجنونی‌ها، میرزا کاظم حسین قوللر آقاسی (نقاش قهوه‌خانه)، اسکندر میرزا (نقاش پشت شیشه) و یوسف نقاش پرداخته شد.
هدف اصلی هادی سیف، آشنا کردن مردم با هنرهایی مانند فرشبافی، شیشه‌گری، نگارگری، کنده‌کاری، منبت‌کاری و غیره بود.
او در زمینه پژوهش میدانی هنر‌های سنتی ایرانی نیز فعالیت داشت و با هنرمندان پیشکسوتی چون علی اکبر صنعتی، ابولحسن صدیقی، جمشید امینی (طراح نقاش)، علی کریمی (نگارگر)، حسن حکمت نژاد (طراح قالی) و شهریار (شاعر ) گفتگو  و مصاحبه کرده است.

## بخشی از نوشته
همین اسکندر میرزا یا اسکندر سبز بود که می‌گفت: هیچ عطری در زندگی برایم، معطرتر و خوشبو تر از عطر و بوی رنگ‌ها نیست. حاضر هم نیستم سر ناخنی از رنگ‌هایم را هم به عالمی جواهر ببخشم.
رنگ سرخ من کجا. یاقوت کجا.
سبز من کجا و زمرد کجا.
جواهرات را همه می‌توانند داشته باشند
رنگ‌های اسکندر را
اما تنها من می‌سازم ومن صاحب آنم.
اسکندر سر همین عشق جان باخت ماجرا چنین بود که او بنا به نقل قول عزیز نقاش شاگرد وفادارش با هر بار تمام کردن نقاشی پشت شیشه ای ته‌مانده رنگ‌هایی را که برایش می‌ماند با ولع و عشقی تمام می‌خورد و اعتقاد داشت: دلم نمی‌آید ته‌مانده رنگ‌ها را دور بریزم یا که خشک شود همین است که آن‌ها را نوش جان می‌کنم.
اسکندر میرزا آنقدر رنگ خورد تا که سر آخر اسید رنگ‌ها روی پوست او اثر گذاشت و به رنگ سبز درآمد.
بی اغراق تا آنجا که وقتی راه می‌رفت خیال می‌کردی درختی سبز به راه افتاده است، همان درختی که خشکید و زیر خاک رفت.

## آثار

### فیلم نامه ها
- نقش عشق
- دادشاه
- تحفه‌ها (طرح اولیه)

### کتاب‌های پژوهشی در زمینهٔ هنرهای مردمی
- نقاشی روی چوب
- نقاشی قالی
- نقاشی قلمکار
- نقش‌آفرینی روی سنگ
- نقاشی قهوه‌خانه (کتاب سیف) (شایسته تقدیر کتاب سال)
- نقاشی روی کاشی
- نقاشی روی گچ
- نقاشی پشت شیشه (کتاب)|نقاشی پشت شیشه (شایسته تقدیر کتاب سال)
- سوته‌دلان نقاش
- از قهوه‌خانه تا فرهنگسرای نیاوران
- مجنونی‌ها
- دلشدگان هنر
- دریچه‌هایی رو به بهشت

### داستان‌ها
- مینا و پلنگ
- مارجان

### زندگی‌نامه و خاطرات
- باغ خاطره‌ها و دل بارانی من